# Rhynchosia jacottetii
Rhynchosia jacottetii är en ärtväxtart som beskrevs av Schinz. Rhynchosia jacottetii ingår i släktet Rhynchosia och familjen ärtväxter. Inga underarter finns listade i Catalogue of Life.